# Зелен
Зелен (нем. Sehlen) — община в Германии, в земле Мекленбург-Передняя Померания.
Входит в состав района Рюген. Подчиняется управлению Берген-на-Рюгене. Население составляет 931 человек (2009); в 2003 г. — 958. Занимает площадь 20,59 км².